# Адинь
Адинь або Один (біл. вёска Адынь) — село в складі Червенського району Мінської області, Білорусь. Село підпорядковане Смиловичівській селищній раді, розташоване в центральній частині області.